# 魂斗羅 重生
《魂斗羅 重生》是日本科樂美在2009年在任天堂的Wii上發行的2D卷軸式動作遊戲。為魂斗羅系列的其中一款作品。

## 系統
- 與魂斗羅The Hard Corps相同，能從四名角色中選擇兩名同時進行遊戲，但武器的樣式並不會因角色而不同。
- 武器方面與魂斗羅Spirits相同，最多能持有兩種不同的武器。但取消了全畫面的炸彈攻擊。
- 遊戲難度分為四種，難度最簡單的模式無法前進到最後一關的最後場景。
- 無接關數限制。

## 劇情
新沙羅曼蛇軍的領導者－沙羅曼蛇首領，返回過去到1973年，佔領了座落於中美洲的猶加坦半島的靜岡神社，準備侵略舊時代的地球。

銀河大統領發現此事，於是召喚了現代的兩名魂斗羅比爾和藍斯，保護過去時代的地球。

但是藍斯在此時卻人間蒸發。因此新的魂斗羅戰士－傑克，暫時代替藍斯擔當比爾的搭檔，與比爾被送回到過去，阻止新沙羅曼蛇軍的野心。

## 登場角色
- 比爾‧萊沙（Bill Rizer）：魂斗羅系列作第一主角，拯救地球多次的英雄。角色原型是電影「魔鬼司令」中的John Matrix（阿諾‧史瓦辛格飾演）。
- 柳生傑克玄兵衛（Genbei Jaguar Yagyu）：曾在新魂斗羅登場，但本作中並沒有持武士刀，只姓柳生，外表和新魂斗羅的他是完全不同人。角色原型是日本戰國時代的歷史人物，黑人武士「彌助」。
- 亞眠（Tsugu-min）：身高較小的女機器人，為了將比爾和傑克送回到過去，擔任太空船的船長。
- 普利斯金（Plissken）：較為高大的蜥蜴變種人。真实身份是新沙罗曼蛇的总大将。角色原型是電影「紐約大逃亡」中的Snake Plissken（寇特‧羅素飾演）。
- 蘭斯‧比恩（Lance Bean）：系列作第二主角，與比爾一同拯救地球數次的英雄。本遊戲中屬非可用角色，僅在過場劇情中提及。
- 銀河大統領（Galactic President）：在劇情中召喚比爾與傑克返回過去拯救地球的人物，其所屬單位、地位、權限一切不明。形象应该是照着切·格瓦拉的样子改的。

## 武器
本遊戲的武器為系列作中最少的一款。而所有武器包含最開始的普通武器全部都具有連射效果。
- 散彈槍（S）：一次向五個方向發射子彈。
- 雷射槍（L）：具有穿透的效果。
- 導彈槍（H）：具有追蹤畫面上敵人的效果。

另外遊戲中較高難度的模式中還有（N）的標誌，效果為還原成一開始無武器的型態。

## 關卡
- Stage 1

場景為遭到異型軍來襲的太空船內。
- Stage 2

抵達過去的地球，與魂斗羅Spirits第一關場景有類似之處。
- Stage 3

場景為駕駛在高速公路的卡車上，掉下車就會損失一命。
- Stage 4

地底下的岩漿地區。
- Stage 5

最後一關場景為異型大軍的巢穴。

## 原聲帶
科樂美公司在2010年3月24日發行魂斗羅ReBirth的遊戲原聲帶，此專輯也收錄了惡魔城系列的德古拉傳說ReBirth的原聲帶，作曲者是電玩作曲家並木學。商品編號為LC1850。